# Rubus thyrsigeriformis
Rubus thyrsigeriformis är en rosväxtart som först beskrevs av Henri L. Sudre, och fick sitt nu gällande namn av David Elliston Allen. Rubus thyrsigeriformis ingår i släktet rubusar, och familjen rosväxter. Inga underarter finns listade i Catalogue of Life.